# Friedrich Neuner
Friedrich Johann Neuner (* 1. Februar 1857 in Lindenhardt; † 22. Juli 1930 in Hammermühle) war Mühlenbesitzer, Bürgermeister und Mitglied des Deutschen Reichstags.

## Leben
Neuner besuchte die Volksschule und dann Fortbildungsschule zu Creußen. Er war hierauf mit einzelnen Unterbrechungen im elterlichen Mühlen-Geschäft tätig, das er im Jahre 1885 selbständig übernahm. Seiner Militärpflicht genügte er 1878 beim 7. Bayerischen Infanterie-Regiment in Bayreuth. Ab 1885 war er Mitglied des Distriktsrats und Distriktsausschusses Pegnitz. Weiter war er Mitglied des Ersten Kreisausschusses von Oberfranken und ab 1893 Bürgermeister in Bühl.
Von 1903 bis 1912 war er Mitglied des Deutschen Reichstags für den Wahlkreis Oberfranken 3 (Forchheim, Kulmbach, Pegnitz, Ebermannstadt)  und die Nationalliberale Partei.